# Betrixaban
El betrixabán, vendido bajo la marca Bevyxxa entre otras, era un anticoagulante oral que actúa como inhibidor directo del factor Xa de la coagulación. Utilizado para prevenir los coágulos sanguíneos en las venas en adultos de riesgo, hospitalizados por una enfermedad .  Tiene una mayor tasa de sangrado en comparación con la enoxaparina .  Fue tomado por vía oral. 
Los efectos secundarios de este medicamento incluyen sangrado;  otros efectos secundarios pueden incluir reacciones alérgicas .  La seguridad de este medicamento durante el embarazo no está clara.  Es un inhibidor directo del factor Xa . 
Este medicamento fue aprobado para uso médico en Estados Unidos en el 2017; sin embargo, posteriormente se suspendió.  Se le negó la aprobación en Europa en 2018 debido a preocupaciones sobre su eficacia y seguridad. 